# Spårvägar i Tjeckien

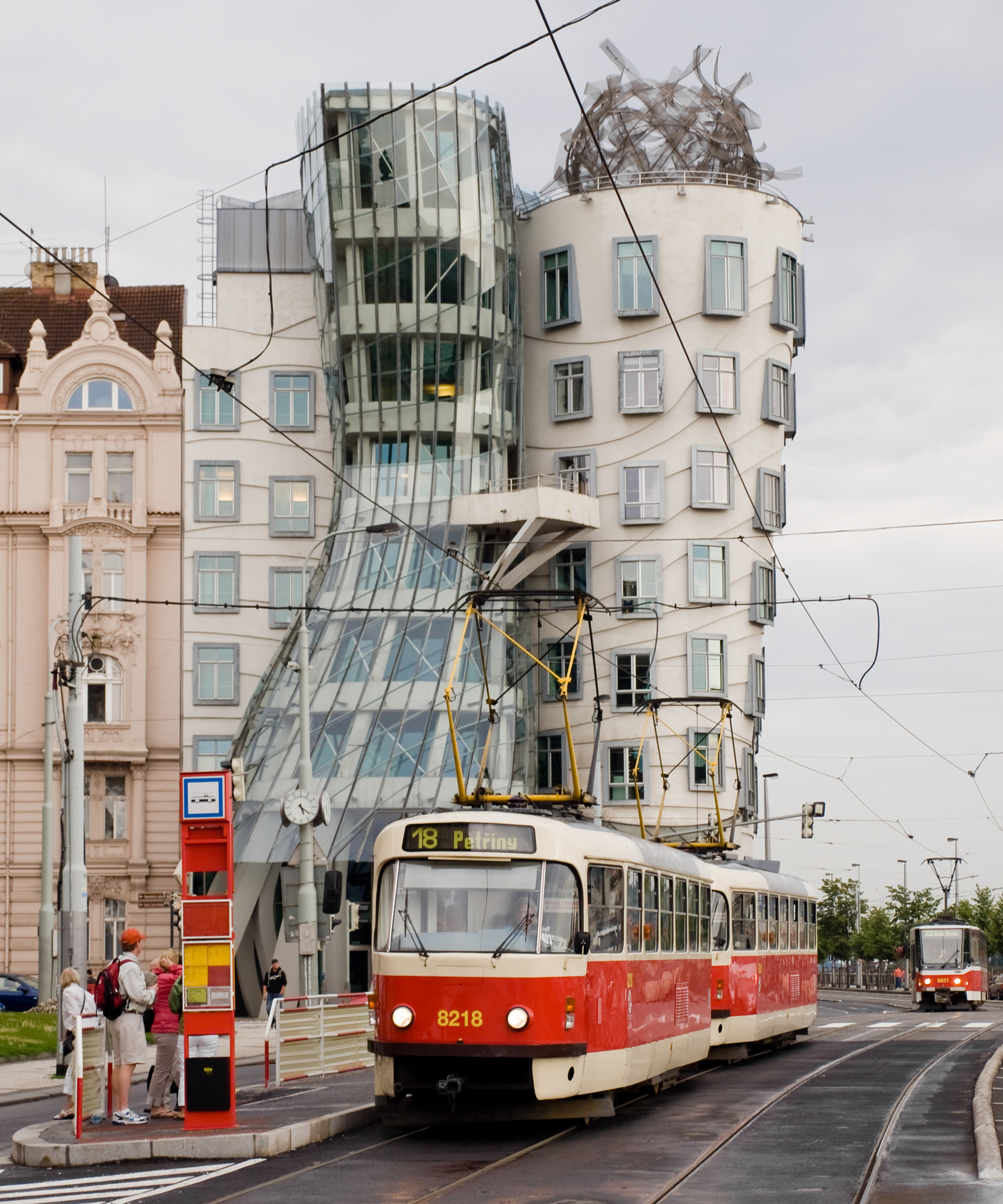
Tatra T3-spårvagn på Prags spårväg framför Frank Gehrys Tančící dům ("Dansande huset") i Prag

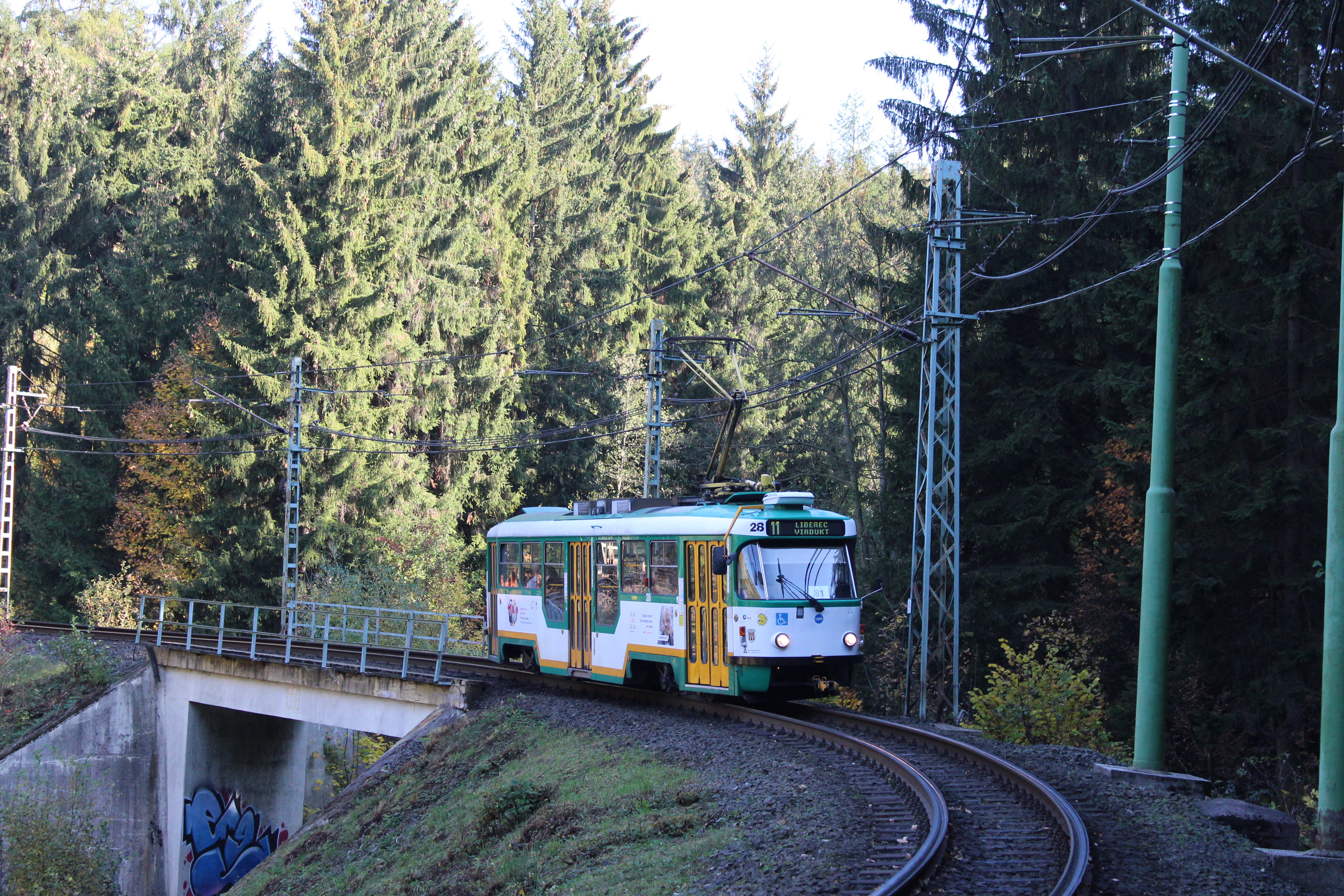
Tatra T3-spårvagn vid Zelené Údolí på väg mot Liberec

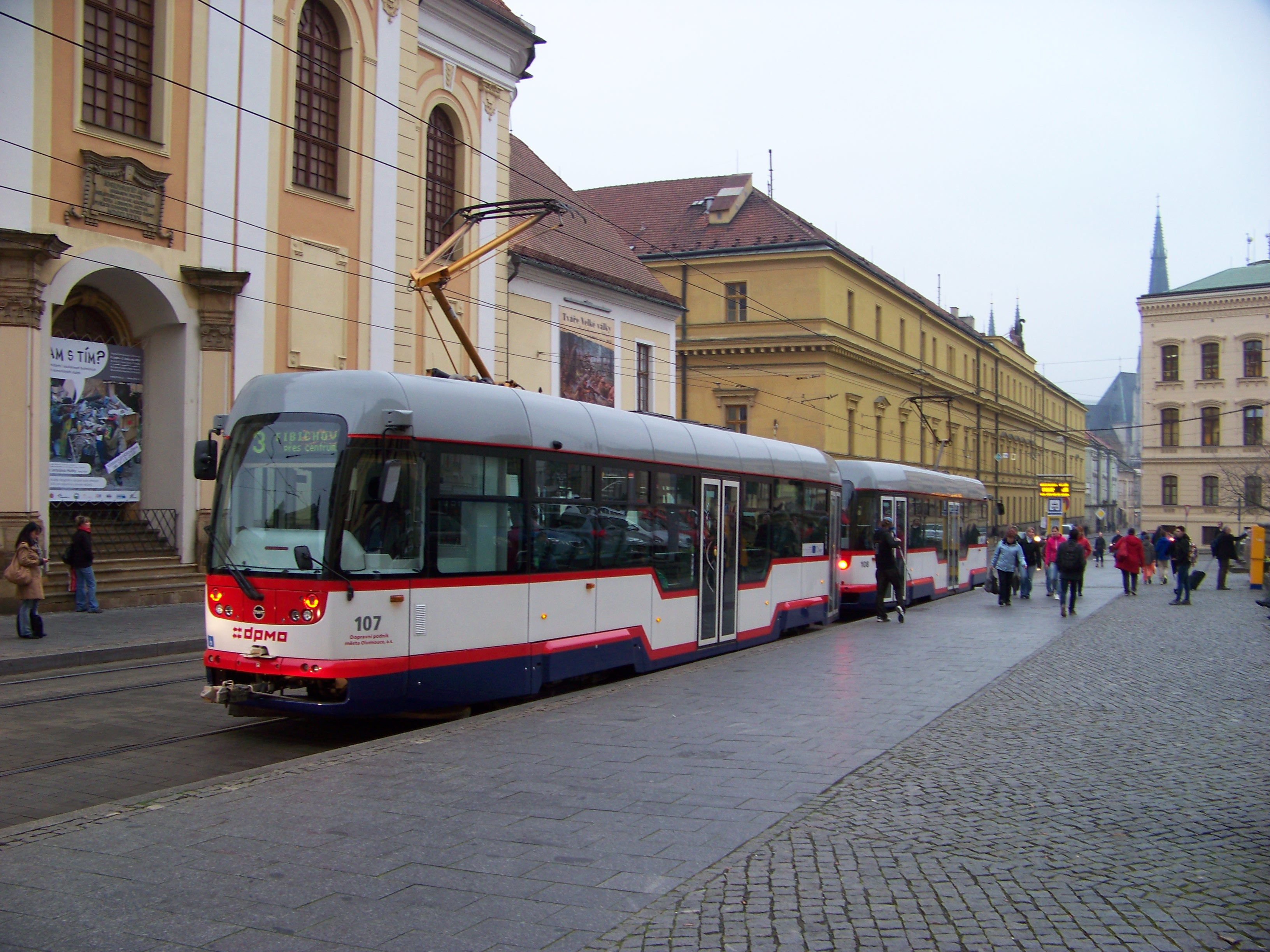
Variotram-spårvagn på Republikens plats i Olomouc

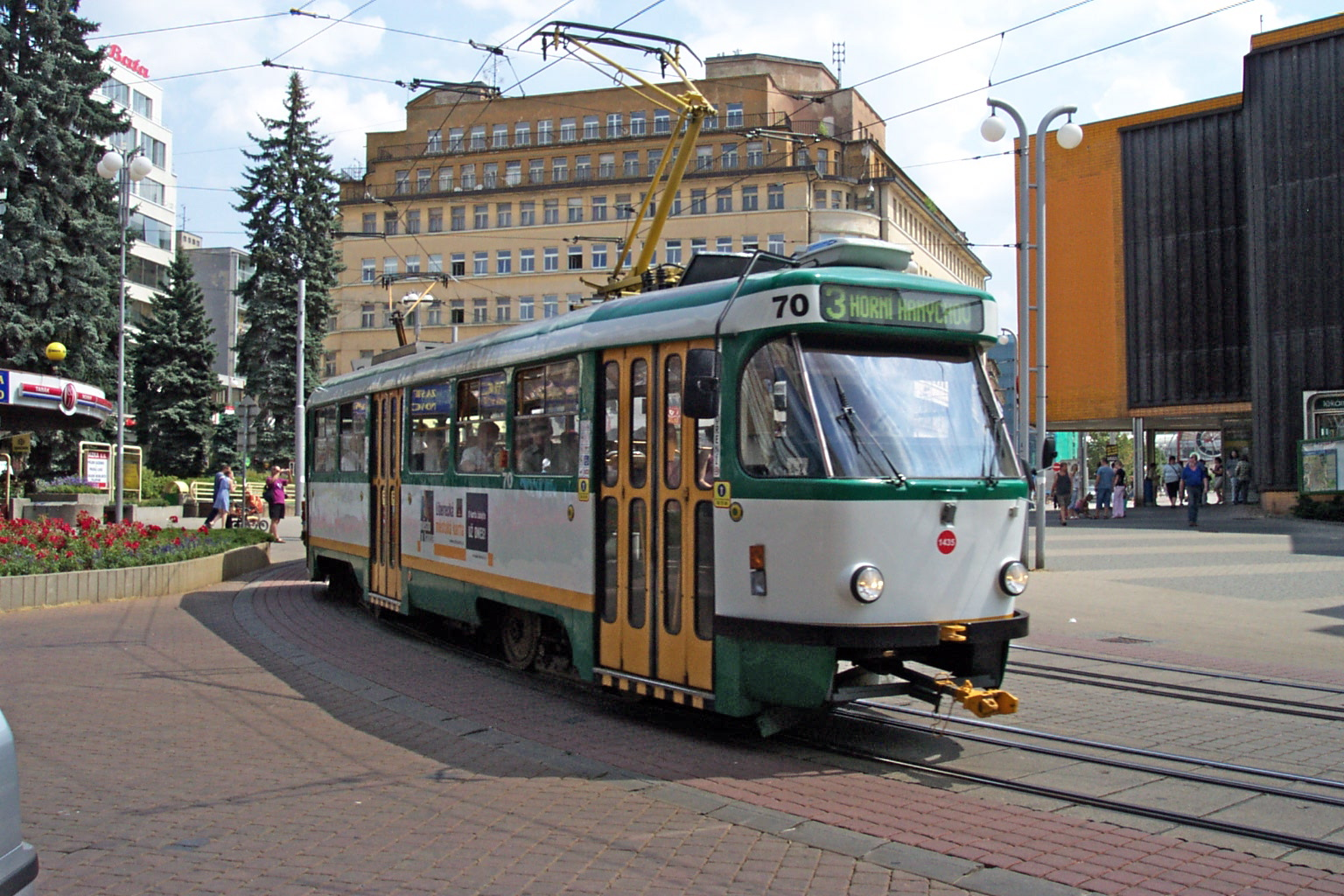
Tatra T3-spårvagn på Soukenné náměstí i centrum i Liberec

Spårväg i Tjeckien finns idag i nio städer.
Det finns sju spårvägssystem i Tjeckien.

## Spårvägssystem
| System                                                    | Operatör                                                 | Spårlängd                   | Antal linjer | Antal spårvagnar | Resande per år |
| Prags spårväg, Prag                                       | Dopravní podnik hl. m. Prahy (DPP)                       | 142 km normalspår           | 24           | över 800 (2019)  |                |
| Brnos spårväg, Brno                                       | Dopravní podnik města Brna (DPMB)                        | 70,2 km normalspår          | 12           | 317 (2019)       |                |
| Plzeňs spårväg Plzeň                                      | Plzeňské mestské dopravni (PMDP)                         | 20,3 km normalspår          | 3            | 116 (2019)       |                |
| Ostravas spårväg, Ostrava                                 | Dopravni podnik Ostrava (DPO)                            | 62,7 km normalspår          | 17           | 273 (2019)       | 49,6 m (2018)  |
| Olomoucs spårväg, Olomouc                                 | Dopravní podnik města Olomouce (DPMO)                    | 15 km normalspår            | 7            | 65 (2018)        | 25,7 m (2017)  |
| Liberec–Jablonecs spårväg, Liberec och Jablonec nad Nisou | Dopravní podnik měst Liberce a Jablonce nad Nisou, a. s. | 21,5 km 1435 mm och 1000 mm | 4            | 48               |                |
| Most–Litvínovs spårväg Most och Litvínov                  | Dopravní podnik měst Mostu a Litvínova (DPmML)           | 18 km normalspår            | 4            | 49 (2017)        |                |